# Паркс, Александр
Александр Паркс (англ. Alexander Parkes; родился 29 декабря 1813 — умер 29 июня 1890) — английский металлург и изобретатель из Бирмингема. Создал паркезин, первый искусственный пластик.

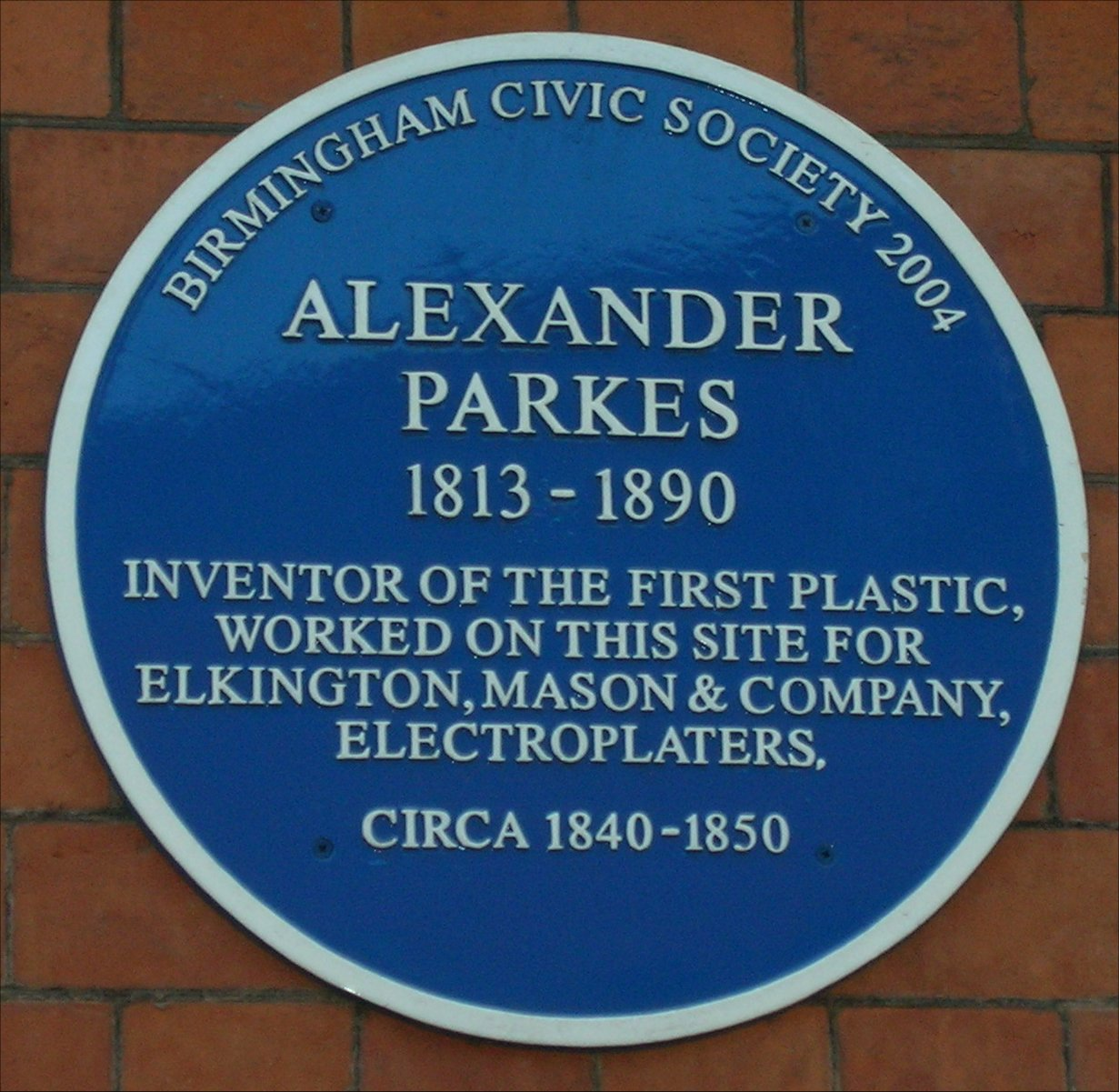
Памятная табличка в честь Александра Паркса в Бирмингеме

## Биография

### Ранние годы
Александр Паркс родился в Бирмингеме. Он был четвёртым сыном Джеймса Мирса Паркс и его жены Керен Хаппул Чайлдс. Сэмюэль Харрисон, которого сэр Джозия Мейсон назвал изобретателем кольца для ключей, и которому широко приписывают изобретение стальной дверной ручки, был его двоюродным дедушкой.
Отец Александра владел мастерской по производству латунных замков. Но мальчика с детства интересовали более сложные процессы, чем элементарная механика. После завершения образования Паркс устроился на работу к Джорджу и Генри Элкингтонам, которые запатентовали процесс гальваники.

### Карьера и изобретения
Благодаря способностям и трудолюбию Паркс вскоре был назначен ответственным за литейное отделение. Он серьёзно увлёкся вопросами модернизации производства. В 1841 году, в 28 лет, Паркс получил свой первый патент (№ 8905). Он придумал процесс гальванизации хрупких произведений искусства. Вскоре он получил ещё один патент на усовершенствование методов гальванизации. Паркс научился работать даже с такими нежными образованиями, как цветы. Придуманный им способ включал гальваническое покрытие предмета, предварительно погруженного в раствор фосфора, содержащегося в бисульфиде углерода, а затем в нитрат серебра. Посеребренная в соответствии с этим методом паутина, была представлена принцу Альберту, когда он посетил предприятие Элкингтона в 1844 году.
В общей сложности Паркс стал обладателем не менее 66 патентов.
В частности, в 1846 году он запатентовал процесс холодного отверждения при вулканизации каучука, который изобретатель Томас Хэнкок назвал «одним из самых ценных и необычных открытий эпохи».
Паркс был первым, кто добавил небольшое количество фосфора в металлы и сплавы, и таким образом разработал фосфористую бронзу (патент 12325 от 1848 года, полученный совместно с его братом Генри Парксом).
В 1850 году он разработал и запатентовал «Процесс Паркса» для эффективной очистки свинца.
Одно из своих главных изобретений Паркс запатентовал в 1856 году. Без лишней скромности он назвал полученное им новое вещество паркезин. Это был первый термопластичный целлулоид на основе нитроцеллюлозы, обработанный различными растворителями. Данный материал, представленный на Лондонской международной выставке 1862 года, предвосхитил появление многих современных видов пластмасс.

### Собственный бизнес
В 1866 году Паркс основал собственную компанию The Parkesine Company. Он мечтал наладить массовое производство придуманного им пластика с низкой отпускной ценой. Но Паркс оказался неудачливым бизнесменом. Пытаясь сэкономить на издержках он мог предложить продукт низкого качества, который не отличался прочностью. Помимо прочего, паркезин оказался ещё и легко воспламеняемым. В 1868 году фабрику по производству паркезина пришлось закрыть.
Позже идеи Паркса сумел более удачно реализовать его партнёр Дэниел Спилл, создав гораздо более прочное вещество. Но до коммерческого успеха и здесь дело не дошло. Славу человека, который сделал продукты из пластмассы массовыми и востребованными обрёл американский изобретатель Джон Уэсли Хайат. Только Хайат назвал вещество словом целлулоид. Под этим названием оно известно до сих пор. Правда, после судебных разбирательств в 1870 году судьи постановили, что именно Паркс был настоящим изобретателем первого пластика.

### Смерть
Паркс похоронен на кладбище Вест-Норвуд в Лондоне, хотя его надгробие было удалено в 1970-х годах.

### Семья и потомки
Александр Паркс был женат дважды. От первого брака с Джейн Хеншалл Мур (1817—1850) у него было четверо сыновей и две дочери (известный игрок в крикет Ховард Паркс был внуком). Во втором браке с Мэри Энн Родерик (1835—1919) у него родилось ещё четверо сыновей и семь дочерей.
Старший сын от второго брака, Александр Паркс-младший, уже будучи в статусе президента Ассоциации сертифицированных и корпоративных бухгалтеров, в 1937 году передал много оригинальных образцов паркезина в Музей науки.

## Наследие
Память об Александре Парксе увековечена в нескольких местах:
- Историческое общество пластмасс в 2002 году разместило синюю пластиковую табличку в своём особняке в Далвиче, Лондон.
- В 2004 году Бирмингемское гражданское общество учредило «Синюю табличку» в память об оригинальной гальванической установке в Элкингтоне (Музей старой науки), Ньюхолл-стрит, Бирмингем.
- На Парксиновском заводе также установлена мемориальная доска в честь Паркса.

В сентябре 2005 года Паркс был посмертно введен в Зал славы Американской академии пластмасс.